# 에르하르트 분더리히
에르하르트 "제프" 분더리히(독일어: Erhard "Sepp" Wunderlich, 1956년 12월 14일~2012년 10월 4일)는 독일의 핸드볼 선수, 지도자로 현역 시절 포지션은 레프트백이다. 현역 시절에 핸드볼 분데스리가의 VfL 구머스바흐에서 전성기를 보냈으며, 국제 대회에서는 서독 국가대표팀의 일원으로 활동했다. 서독 대표팀 소속으로 1984년 하계 올림픽에서 은메달을 획득했으며, 1978년 세계 선수권 대회에서 우승을 차지했다.